# Mitra Devi
Mitra Devi (* 30. Oktober 1963 als Beatrice Hänseler in Zürich; † 22. September 2018 ebenda) war eine Schweizer Schriftstellerin, Filmemacherin, Journalistin und bildende Künstlerin.

## Leben
Mitra Devi wurde als ältere zweier Schwestern in Zürich geboren. Seit ihrer Kindheit widmete sie sich dem Schreiben und Malen. Nach der Primar- und Sekundarschule reiste sie als 16-Jährige nach Israel, wo sie zwei Jahre lebte. Nach weiteren Reisen und einem halbjährigen Indien-Aufenthalt besuchte sie die F+F Schule für Kunst und Design in Zürich und absolvierte danach eine Ausbildung zur Sozialbegleiterin. Sie arbeitete mehrere Jahre in einer Bio-Gärtnerei sowie als Marionettenbauerin, Edelsteinschleiferin, Kursleiterin in kreativen Medien und freie Künstlerin, bevor sie mit Mitte 20 ihre Bilder zum ersten Mal in einer Galerie ausstellte.
2001 wurden ihre ersten Kurzgeschichten in verschiedenen Anthologien veröffentlicht. 2003 erschien ihr Kurzkrimi-Band Die Bienenzüchterin. Darauf folgten über ein Dutzend Romane und andere Werke, darunter schwarzhumorige Lyrik, zahlreiche Short Stories, von denen einige vom Schweizer Radio SRF als Hörspiele gesendet wurden, sowie die fünfteilige Reihe mit der Zürcher Privatdetektivin Nora Tabani. 2007 erhielt Mitra Devi ein halbjähriges Aufenthaltsstipendium als Leipziger Stadtschreiberin. 2009 war sie zusammen mit den deutschen Krimiautoren Tatjana Kruse und Michael Kibler Stipendiatin des Literaturhauses Wiesbaden. Kurz zuvor erschien Stumme Schuld, der erste Fall für Nora Tabani. Es folgten Filmriss, Seelensplitter, Das Kainszeichen und 2012 Der Blutsfeind. Mehrere von Mitra Devis Büchern wurden mit Literaturbeiträgen gefördert, für Preise nominiert und ausgezeichnet. Mit Kollegin Petra Ivanov gab sie die Krimi-Anthologien Mord in Switzerland, Band 1 und 2, heraus, 2017 erschien der gemeinsame Thriller Schockfrost.
Nebst der Schriftstellerei war Mitra Devi einige Jahre als Kolumnistin beim Tages-Anzeiger tätig und arbeitete als freie Journalistin für verschiedene Zeitungen und Zeitschriften. Ihre Malereien waren seit 1987 in diversen Einzel- und Gruppenausstellungen zu sehen. 2011 absolvierte sie eine Filmausbildung und realisierte in Eigenproduktion mehrere Dokumentarfilme, die in Schweizer Kinos und an internationalen Filmfestivals gezeigt wurden. Ausserdem produzierte sie Ultrakurzfilme, die an Shortfilm-Festivals aufgenommen wurden.
Mitra Devi hat ab 2002 bei über 600 Lesungen und Literaturfestivals in der Schweiz, Deutschland, Österreich und auf den Kanarischen Inseln teilgenommen, war unter anderem an der Frankfurter Buchmesse aufgetreten, an der Leipziger Buchmesse, dem Literaturfestival «Zürich liest», den Burgdorfer Krimitagen, den Stuttgarter Buchwochen, bei Mord am Hellweg, der Criminale, den «Schweizer Mordstagen», den Solothurner Literaturtagen, bei Buch Basel, «Zürich Littéraire» und weiteren. Ab 2003 war sie mit ihrer Schwester, der Schauspielerin Barblin Leggio, mit szenischen Lesungen aus ihren Kurzkrimisammlungen unterwegs. 
Mitra Devi starb im September 2018 im Alter von 54 Jahren nach schwerer Krankheit in Zürich.

## Werke

### Kriminalromane mit Privatdetektivin Nora Tabani
- Stumme Schuld. Appenzeller, Herisau 2009, ISBN 978-3-85882-504-9.
- Filmriss. Appenzeller, Herisau 2009, ISBN 978-3-85882-500-1.
- Seelensplitter. Appenzeller, Herisau 2010, ISBN 978-3-85882-518-6.
- Das Kainszeichen. Appenzeller, Herisau 2011, ISBN 978-3-85882-564-3.
- Der Blutsfeind. Appenzeller, Herisau 2012, ISBN 978-3-85882-636-7.

### Kurzgeschichten
- Die Bienenzüchterin. Mörderische Geschichten. Appenzeller, Herisau 2009, ISBN 978-3-85882-505-6.
- Giftige Genossen. Mörderische Geschichten. Appenzeller, Herisau 2010, ISBN 978-3-85882-519-3.
- mit Petra Ivanov (Hrsg.): Mord in Switzerland. 18 Kriminalgeschichten. Appenzeller, Herisau 2013, ISBN 978-3-85882-653-4.
- Der Teufelsangler. Mörderische Geschichten. Appenzeller, Herisau 2014, ISBN 978-3-85882-684-8.
- Mörderische Geschichten. Hörbuch. Appenzeller, Herisau 2010, ISBN 978-3-85882-531-5.
- mit Petra Ivanov (Hrsg.): Mord in Switzerland. Band 2: 18 Kriminalgeschichten. Appenzeller, Schwellbrunn 2016, ISBN 978-3-85882-736-4.
- Kleiner Mord zwischendurch. Unionsverlag, Zürich 2016, ISBN 978-3-293-00504-4.

### Lyrik
- Galgenvögel. Schräge Gedichte. Appenzeller, Schwellbrunn 2015, ISBN 978-3-85882-726-5.
- Schattentanz. Schräge Gedichte. Appenzeller, Schwellbrunn 2015, ISBN 978-3-85882-725-8.
- Henkersmahl. Schräge Gedichte. Appenzeller, Schwellbrunn 2017, ISBN 978-3-85882-727-2.

### Diverse Bücher
- Blütenweiss und Rabenschwarz. BOD, Hamburg 2003, ISBN 3-0344-0097-7.
- Das Buch Antares. Edition Spuren, Winterthur 2005, ISBN 3-033-00039-8.
- mit Bea Huwiler: Der Spinner von Leipzig. Ein illustrierter Krimi. Edition PaperOne, Leipzig 2007, ISBN 978-3-939398-58-5.
- mit Petra Ivanov: Schockfrost. Thriller. Unionsverlag, Zürich 2017. ISBN 978-3-293-00523-5.

### Dokumentarfilme
- Crime. Auf Spurensuche mit Krimiautorin Mitra Devi. Regie & Kamera: Bea Huwiler, Regieassistenz: Mitra Devi. Eigenproduktion 2012, Bea Huwiler, 50 Min.
- Vier Frauen und der Tod. Konzept, Regie & Kamera: Mitra Devi. Eigenproduktion 2013, Mitra Devi, 63 Min.
- Long Time Love. Konzept & Regie: Mitra Devi, Kamera: Bea Huwiler. Eigenproduktion 2014, Mitra Devi, 50 Min.
- Gothic. Konzept & Regie: Mitra Devi, Kamera: Bea Huwiler, Lia de Luca, Harald Vigano. Eigenproduktion 2014, Mitra Devi, 89 Min.

### Bildende Kunst
Mitra Devi hatte Werkschauen sowie Einzel- und Gemeinschaftsausstellungen in Galerien, im Stadtcasino Baden und in der Kunstszene Zürich (Toni-Areal, Hürlimann-Areal).

## Auszeichnungen, Werkbeiträge und Stipendien
- 2003: Wilhelm-Busch-Preis
- 2006: Werkbeitrag Stadt Uster für Filmriss
- 2007: Halbjähriger Aufenthalt als Krimi-Stadtschreiberin von Leipzig
- 2008: Werkbeitrag der Stadt Uster
- 2009: Krimi-Stipendium des Literaturhauses Wiesbaden
- 2009: Nomination für den Zürcher Krimipreis, mit Filmriss
- 2010: Nomination für den Zürcher Krimipreis, mit Das Kainszeichen
- 2012: Werkbeitrag Pro Helvetia
- 2013: Literaturförderung Fondation Jan Michalski
- 2013: Zürcher Krimipreis, für Der Blutsfeind
- 2014: Publikumsauszeichnung des Pink Apple-Filmfestivals Frauenfeld, für Long Time Love
- 2015: Literaturförderung Oertli-Stiftung
- 2015: Literaturförderung Ernst Göhner-Stiftung
- 2015: Literaturförderung Bündner Kulturamt
- 2016: Literaturförderung Fondation Jan Michalski
- 2017: sechswöchiges Künstleraufenthaltsstipendium in der Kartause Ittingen